# Unterfinning
Unterfinning ist ein Ortsteil der Gemeinde Finning im oberbayerischen Landkreis Landsberg am Lech. Unterfinning und Oberfinning bilden den Ortsteil Finning mit 1.681 Einwohnern (Stand 1. Januar 2020).

## Geografie
Das Pfarrdorf Unterfinning liegt direkt nördlich von Oberfinning in einer Moränenlandschaft. Durch den Ortskern fließt die Windach.
Nordwestlich des Dorfes befindet sich ein kleiner Moränensee.

## Geschichte
Nordöstlich von Finning befindet sich eine ehemalige mittelalterliche Burg, die Wälle und Gräben sind auch heute noch gut erkennbar.
Das Pfarrdorf gehörte zum Mitteramt des Landgerichtes Landsberg, 1752 wurden 53 Anwesen gezählt. Die Eigentumsverhältnisse waren hierbei stark gemischt.
Unterfinning war bis zur Eingemeindung nach Finning am 1. Oktober 1971 eine eigenständige Gemeinde.

## Sehenswürdigkeiten
In Unterfinning befindet sich die katholische Pfarrkirche Zur Schmerzhaften Muttergottes.
Im östlichen Teil des Dorfes befindet sich außerdem die katholische Kapelle St. Willibald von 1620/67.
Unter Denkmalschutz stehen ferner ein ehemaliges Handelshaus und ein ehemaliges Kleinbauernhaus. Siehe auch:
- Liste der Baudenkmäler in Unterfinning
- Liste der Bodendenkmäler in Finning

## Persönlichkeiten
- Bernhard Schleißheimer (1922–2020), deutscher Philosoph und Pädagoge an der Katholischen Universität Eichstätt-Ingolstadt.